# Donaulände (Wien)
Die Donaulände in Wien bezeichnet die Uferstraßen des Hauptstromes der Donau und des Donaukanals.

## Neue Donau
Entlang der Donaulände der Donau entstanden im Zuge der Donauregulierung der Handelskai und die Donauuferbahn.

## Donaukanal
Die Donaulände des Donaukanals besteht (von Nord nach Süd) aus:
- Nußdorfer Lände
- Heiligenstädter Lände
- Spittelauer Lände
- Brigittenauer Lände
- Rossauer Lände
- Weißgerberlände
- Erdberger Lände, diese Straße trug bis 1952 offiziell den Namen Donaulände
- Simmeringer Lände